# Петрокерасенски етнографски музей
Петрокерасенски етнографски музей (на гръцки: Λαογραφικό Μουσείο Πετροκερασών) е музей в халкидическото село Петрокераса (Равна), Гърция.

## История
Музеят е създаден в 1976 година. Има четири стаи, в които са изложени 450 експоната, изключително от Равна. В първата стая са оръжията – ударници, барутници, саби – голяма византийска делва за зехтин и документи, даващи на Равна привилегията да има частица от Честния кръст на Цветница всяка година от 1767 година. Във втората стая има цял стан с всички принадлежности, заедно с многообразие от тъкани, изработени в селото. Третата стая излага традиционни мъжки и женски носии и долни дрехи от Равна, както и църковни книги, кондики и ръкописи, свързани с историята на селото. В четвъртата стая са изложени инструментите на различни занаяти и професии: керемидарство, дърводелство, лов, пчеларство, винопроизводство, коневъдство и, разбира се, селско стопанство. Забележителни са традиционното дървено рало и метален плуг.
- Селскостопански инструменти
- Дървено рало
- Носии
- Работилница за пчелен восък